# Лопэтари (коммуна)
Лопэтари (рум. Lopătari) — коммуна в жудеце Бузэу в Румынии.
В состав коммуны входят сёла:
- Бребу
- Выртежу
- Лопэтари — административный центр коммуны
- Лунчиле
- Пестрицу
- Плаю-Нукулуй
- Плоштина
- Потеку
- Сэрени
- Терка
- Фундата

## География
Коммуна расположена на расстоянии 122 км на север от Бухареста, 41 км на северо-запад от Бузэу, 112 км на запад от Галаца и 78 км на восток от Брашова.

## Население
По данным переписи населения 2002 года в коммуне проживало 4515 человек.
| 2002 | 2009  | 2011  |
| ---- | ----- | ----- |
| 4515 | ▼4141 | ▲4242 |